# Base del crani
En anatomia humana, el crani pot dividir-se per al seu estudi i descripció en dues parts: la porció inferior, o base del crani, i la superior, la calota o volta del crani. La base del crani consta de dues superfícies, una d'interna i una altra d'externa. La interna, que mira cap al cervell, es divideix en tres sectors: fossa cranial anterior, fossa cranial mitjana i fossa cranial posterior. Els traumatismes greus del cap, especialment els accidents de trànsit, poden provocar una fractura de la base del crani. El 75% d'aquestes fractures afecten la part petrosa del temporal.

## Ossos

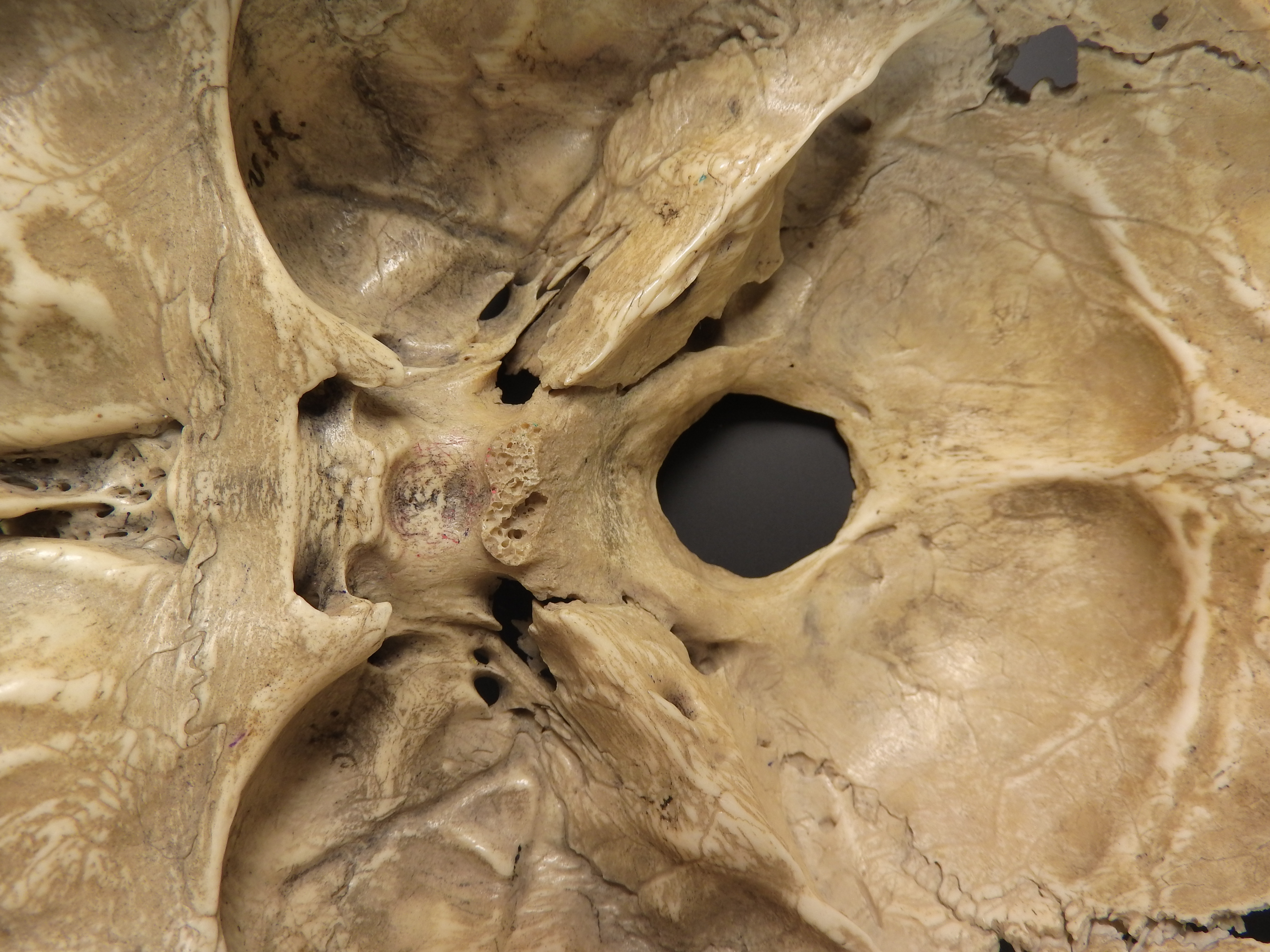
Base del crani vista des de la volta. Pis mitjà i posterior.

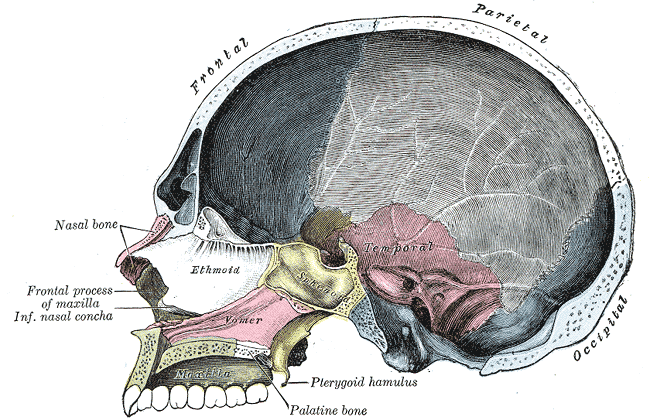
Visió lateral del crani en la qual es poden observar la volta cranial, la base del crani i les diferents estructures que la conformen.

Els ossos que formen la base del crani són:
- Os etmoide
- Os esfenoide
- Os frontal (porció basal de l'os frontal, incloent-hi el sostre de l'òrbita ocular i la regió posterior del si frontal)
- Os temporal, incloent-hi la porció petrosa
- Os occipital

## Orificis
La base del crani està perforada per nombrosos orificis que donen pas a nervis, artèries i venes. Alguns dels més importants són els següents:
- Conducte òptic, que dona pas al nervi òptic i l'artèria oftàlmica.
- Làmina cribrosa de l'etmoide, una porció de l'os etmoide travessada per nombrosos orificis pels quals penetren al crani els nervis olfactoris procedents de les fosses nasals.
- Forat rodó, travessat pel nervi maxil·lar
- Forat oval, que dona pas al nervi mandibular, l'artèria pterigomeníngia i la vena del forat oval.
- Forat espinós, pel qual passen l'artèria meníngia mitjana, la vena meníngia mitjana i la branca meníngia del nervi mandibular.
- Conducte carotidi, que travessa la part petrosa del temporal i que dona pas a l'artèria caròtide interna, el plexe simpàtic carotidi intern i el plexe venós carotidi.
- Conducte auditiu intern, que dona pas al nervi coclear, el nervi vestibular, el nervi facial i l'artèria laberíntica.
- Forat jugular, travessat per la vena jugular interna, l'artèria meníngia superior, el nervi glossofaringi, el nervi vague i el nervi accessori.
- Conducte de l'hipoglòs, pel qual passa el nervi hipoglòs.
- Forat magne, el forat més gran, que dona pas a la medul·la oblonga, les meninges i les artèries vertebrals.